# Bò Pinzgauer

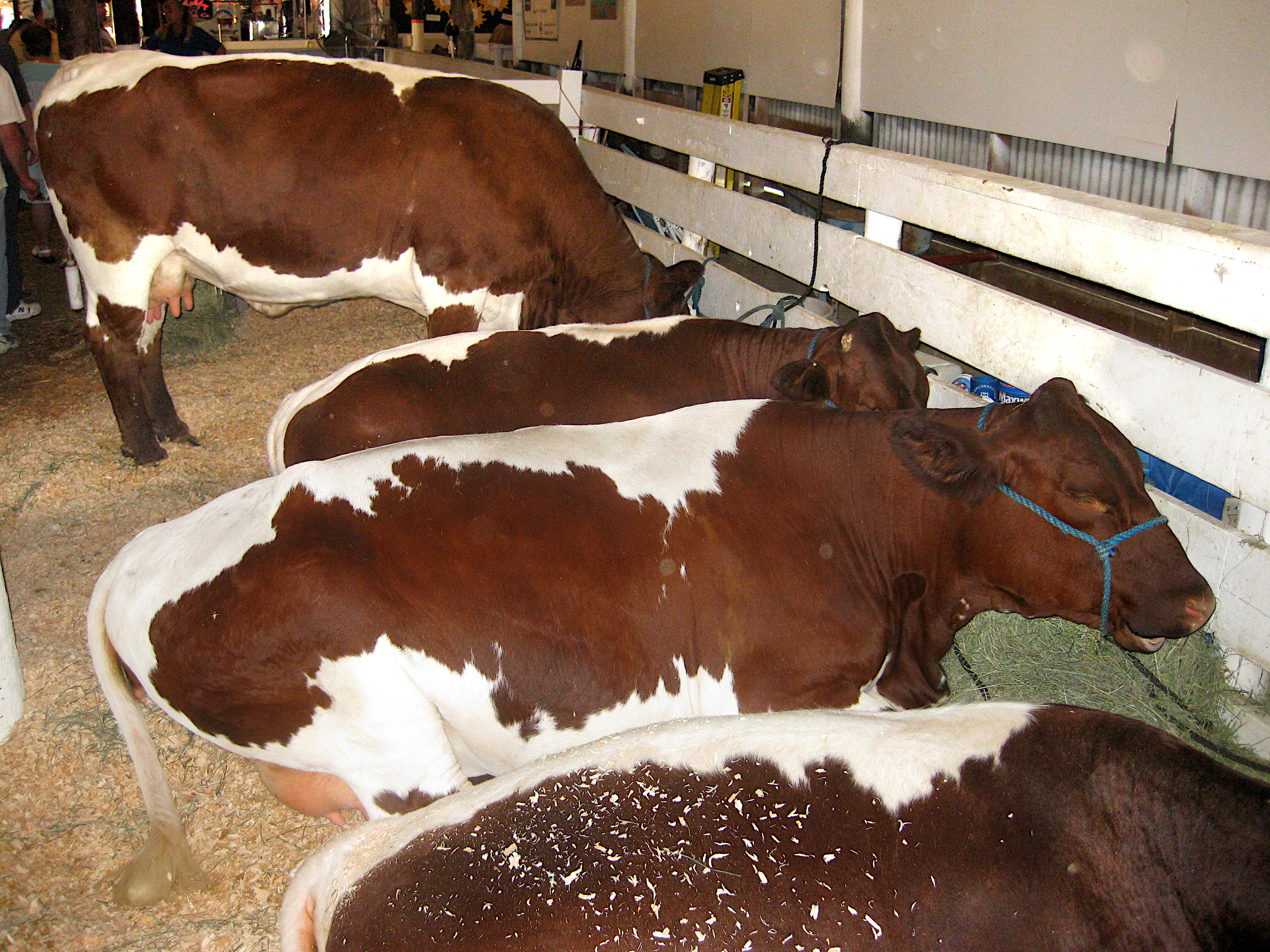
Bò Pinzgauer được nuôi tại Mỹ

Bò Pinzgauer là một loại bò lấy thịt và sữa có nguồn gốc từ tỉnh Pinzgau thuộc vùng Salzburg của nước Áo. Bò được nuôi từ năm 1846. Bò Pinzgauer có chiều cao trung bình, nhưng to ngang với lưng khá dài, lưng có màu nâu với vệt trắng dài trên lưng. Móng và mõm có màu đậm. Sừng có màu sáng và đầu nhọn màu đen.
Trước đây, bò được nuôi để kéo xe cày bừa, cho thịt và sữa. Hiện nay bò được chọn giống và nuôi chỉ để lấy thịt và sữa. Số lượng sữa sản xuất nằm khoảng 4.347 kg với 3,85 % chất béo và 3,32 % Protein. Bò Pinzgauer được nuôi lâu đời tại vùng núi, nên có khả năng chịu đựng sự thay đổi thời tiết cao. Bò không cần chăm sóc nhiều, đặc biệt móng của chúng rất cứng. Bò có khoảng 1.3 triêu con tại 25 nước trên thế giới.